# Parafia św. Michała Archanioła w Urazie
Parafia Świętego Michała Archanioła w Urazie znajduje się w dekanacie Brzeg Dolny w archidiecezji wrocławskiej.  Jej administratorem jest ks. Bartosz Trojanowski. Obsługiwana przez kapłana archidiecezjalnego. Erygowana w XIII wieku.

## Linki zewnętrzne

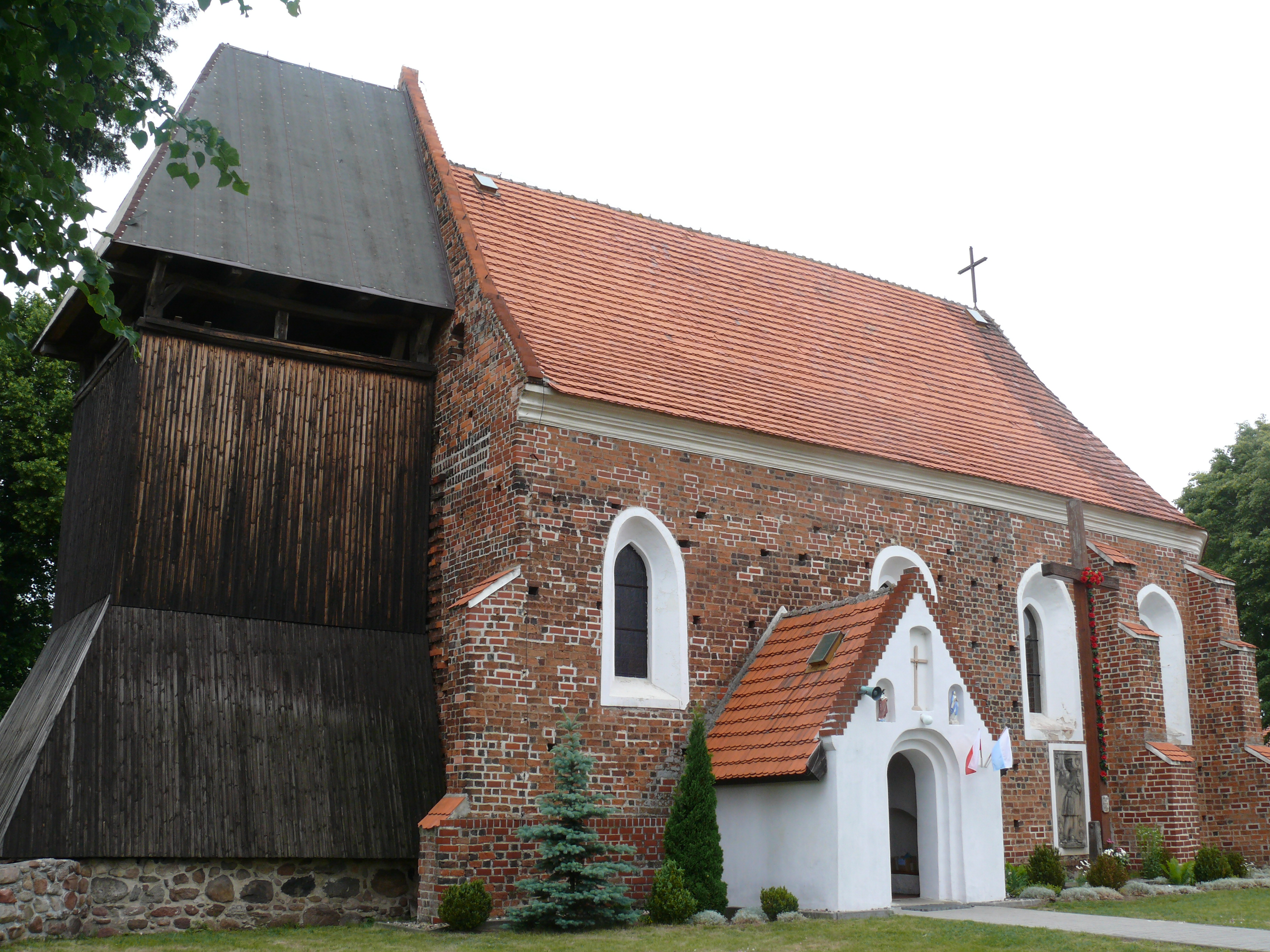
Kościół Świętej Trójcy w Lubnowie